# Steinhardt Géza
Steinhardt Géza, Szekeres, született: Goldstein (Léva, 1873. augusztus 9. – Budapest, 1944. ?) színész, színigazgató.

## Életútja
Goldstein Lipót és Hochberger Teodóra (Dóra) fia. Léván tanult, ahol három gimnáziumi osztályt végzett. Színészmesterséget nem tanult. 1890-ben lépett fel először a Folies Caprice-ban, nagy sikerrel egy német darabban. Itt 18 évig működött és úgy színészi kvalitásaival, mind egyéni magánszámaival egy különleges zsánert tett népszerűvé. 1900. február 11-én Budapesten, a Terézvárosban feleségül vette Pollák Gizella népénekesnőt.
1908 októberében nyitotta meg a Rákóczi úton a Steinhardt-mulatót, amelyet 10 évig sikerrel vezetett. Megözvegyülése után 1918. április 30-án Budapesten, az Erzsébetvárosban feleségül vette Escher Mária Teréziát. 1919-ben családnevét Szekeresre változtatta.
1917-ben bevonult katonának és az első világháború után régi riválisával, Rott Sándorral társulva, 10 évig vezette a Révai utcában a Kis Komédiát, a volt Folies Capricet. Idővel a németről áttért a magyar nyelvű előadásra és az általa kultivált és német nyelven bevezetett műfajt magyarul is népszerűsítette, ám az egyenetlenség megszüntette a kedvelt kis színpadot. Steinhardt ekkor egy időre visszavonult a színpadtól és a film felé fordult, egy magyar filmet is gyártott. A nehéz viszonyok az ő anyagi helyzetét is megtámadták, de csüggedés nélkül, 1930 októberében az Akácfa utcában újból egy kis színházat nyitott, amely nívós előadásaival újra megszerezte neki régi népszerűségét, s így szép reményekkel küzdött meg a nehéz gazdasági viszonyokkal.
1944–45 fordulóján a nyilasok feleségével együtt a Dunába lökték.

## Művei

### Könyvek
- Steinhardt mesél. Adomák, tréfák, elbeszélések; szerzői, Budapest, 1935
- Ötven víg esztendő. 1890–1940. Steinhardt Géza 50 év alatt előadott magánszámai. Egyvelegek, kuplék, népdalok, novellák, humoros monológok és adomák; Merkantil Ny., Budapest, 1942

### Egyéb
- Kun Jenő: Steinhardt magyar kupléi; Schmelz Ny., Budapest, 1903
- Steinhardt-Album. Musik zu beziehenbei A. Kmoch Capellenmeister; Korvin Testvérek Ny., Budapest, 1910 körül